# Ocupación alemana de Bélgica durante la Primera Guerra Mundial

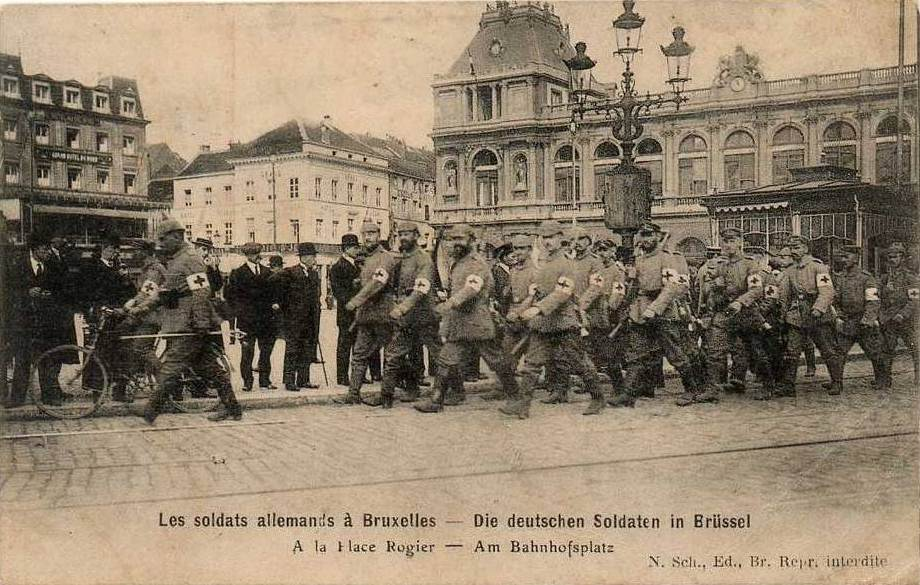
Tropas alemanas desfilan por la capital belga, Bruselas, en 1914.

La ocupación alemana de Bélgica (en francés: Occupation allemande: en neerlandés: Duitse bezetting) durante la Primera Guerra Mundial supuso la administración militar del país por las autoridades del Imperio alemán entre 1914 y 1918, cuyos ejércitos habían conquistado gran parte del país. Comenzó en agosto de 1914 con la invasión alemana de Bélgica, neutral en el conflicto; los ejércitos alemanes dominaban el país casi completamente antes del principio del invierno y los Aliados tuvieron que replegarse al oeste. El Gobierno belga se exilió, mientras que el rey Alberto I y el Ejército belga siguieron luchando en un sector del frente occidental. El ejército alemán dividió Bélgica en tres zonas administrativas separadas. La mayoría del territorio quedó sometida al Gobierno General, un organismo de ocupación presidido por un general alemán, mientras que el resto, las regiones más cercanas al frente, sufrieron un régimen más severo y más directamente dependiente de los mandos militares.
La economía belga sufrió una honda crisis durante la ocupación alemana que conllevó privaciones y desempleo, al tiempo que el país vivía una revitalización de la religión. Las organizaciones de socorro, que entregaban alimento y ropa a la población, privada de las importaciones por el bloqueo naval aliado y los combates en el cercano frente, también cobraron gran importancia en la vida social y cultural del país.
La administración ocupante sofocó toda oposición y aprobó numerosas medidas que rechazó el grueso de la población, como la deportación de trabajadores a Alemania y la imposición de trabajos forzados en proyectos militares. También apoyó al movimiento flamenco radical mediante abundantes concesiones, parte de la Flamenpolitik, el intento de granjearse el favor de la población flamenca. Surgieron diversos grupos de resistencia a la ocupación que se dedicaron a sabotear las infraestructuras militares, recabar información para trasmitirla a los Aliados e imprimir periódicos clandestinos. Aunque hubo frecuentes manifestaciones de descontento con la ocupación, las autoridades alemanas las castigaron.
Los Aliados comenzaron a avanzar en territorio belga a partir de agosto de 1918, en la Ofensiva de los Cien Días, liberando parte del país. La mayor parte de este, sin embargo, permaneció ocupado hasta la firma del armisticio de noviembre de 1918; solamente entonces el Ejército belga sustituyó en las tareas de mantenimiento del orden a las unidades alemanas que se retiraron.

## Antecedentes

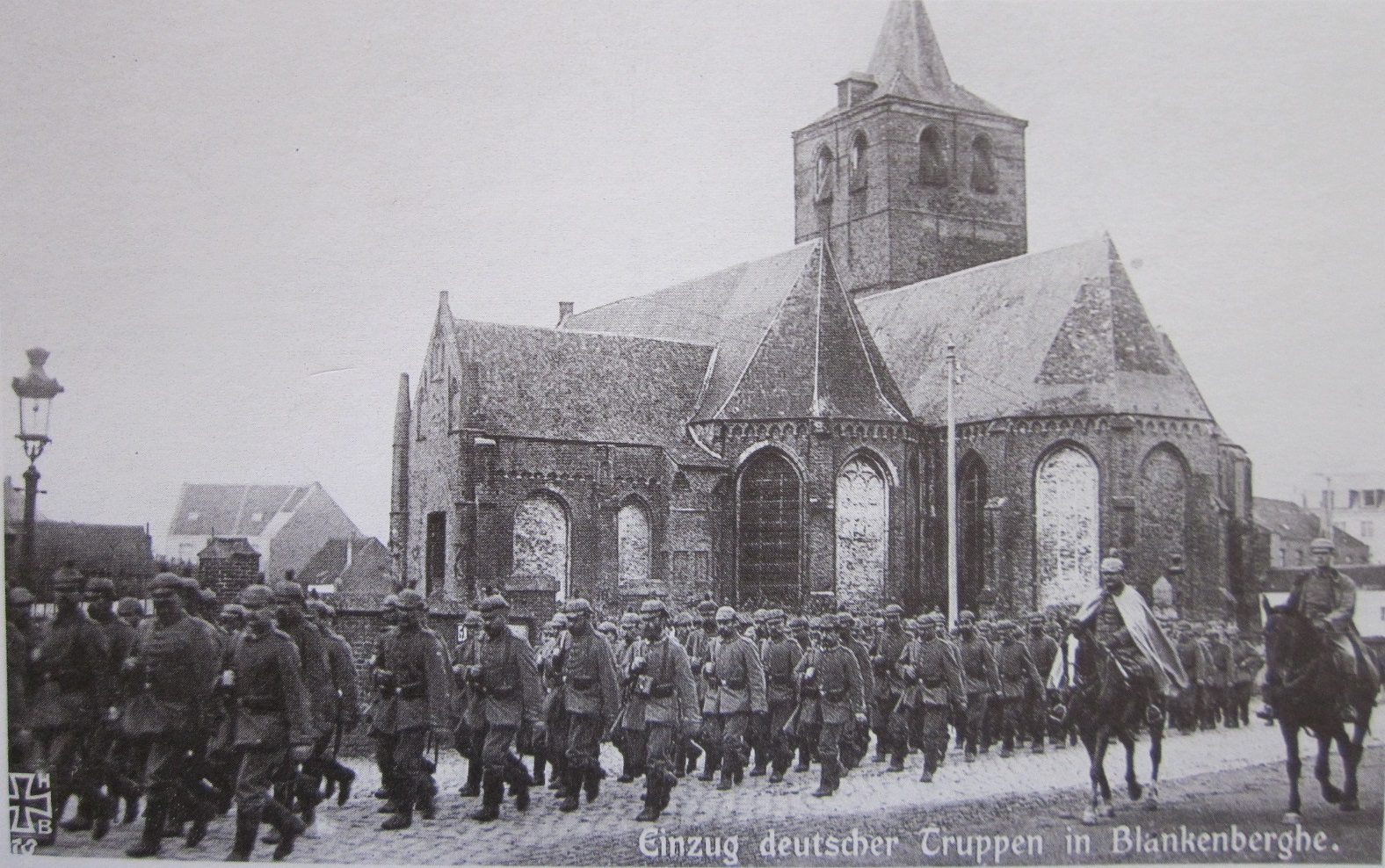
Tropas alemanas atraviesan Blankenberge en 1914.

Tras lograr la independencia en 1830, Bélgica había sido obligada a permanecer perpetuamente neutral en el Tratado de Londres de 1839; fue una de las condiciones para que las potencias europeas garantizasen su independencia. Antes del estallido de la guerra mundial, Bélgica había sido una monarquía constitucional, uno de las naciones más industrializadas del mundo. El ejército alemán invadió Bélgica el 4 de agosto de 1914, pocos días después de haber presentado un ultimátum al Gobierno belga para que le franquease el paso por su territorio. El ejército alemán avanzó velozmente por Bélgica, asediando y conquistando las ciudades fortificadas de Lieja, Namur y Amberes, obligando al ejército belga, compuesto por doscientos mil soldados, a replegarse al extremo oeste del país junto a sus aliados franceses y británicos. Numerosos refugiados huyeron de las unidades alemanas y buscaron amparo en los países limítrofes. El avance alemán se detuvo por fin en octubre de 1914 cerca de la frontera francesa, como consecuencia de las batallas disputadas con los belgas en el Yser y con los franco-británicos en el Marne. El frente se estabilizó como resultado de estos combates; la mayor parte de Bélgica quedó en el lado alemán de la divisoria. Como ninguna ofensiva consiguió cambiar sustancialmente el trazado del frente, casi toda Bélgica quedó dominada por los alemanas hasta el final de la guerra.
Aunque la mayoría de Bélgica quedó ocupada, el rey Alberto continuó luchando al frente del Ejército belga, en un sector del frente occidental denominado «frente del Yser», situado en Flandes occidental, con su Estado Mayor en Veurne. El Gobierno belga, presidido por Charles de Broqueville, se estableció en el exilio, en El Havre, en la Francia nororiental. La colonia belga en África, el Congo Belga, también permaneció leal a los Aliados, sometido a la autoridad del Gobierno de El Havre.

### La Violación de Bélgica
Los alemanes cometieron crímenes de guerra contra la población civil durante su avance hacia el oeste en 1914. Perpetraron matanzas en poblaciones a cuyos habitantes acusaron de haber disparado contra sus soldados o de haber formado guerrillas. Los civiles fueron sometidos a juicios sumarísimos y varias ciudades fueron destruidas como castigo en lo que se denominó la «Violación de Bélgica». El ejército alemán asesinó a unas seis mil quinientas personas entre agosto y noviembre de 1914. Las tropas alemanas quemaron la biblioteca de la histórica Universidad de Lovaina. La atrocidades, muy exageradas por la propaganda aliada, suscitaron la compasión para con la población sometida a la ocupación en el extranjero. La prensa y la propaganda aliadas mantuvieron la expresión de condolencia hacia el sufrimiento de la población belga hasta el final de la guerra.

## Administración

Mapa de la Bélgica ocupada por el Imperio alemán.

En noviembre de 1914, casi todo el territorio belga (2598 de los 2636 municipios) estaba ocupado por Alemania. Ese mes la amplia zona ocupada fue dividida, junto con las comarcas fronterizas francesas de Givet y Fumay, en tres nuevas unidades territoriales de ocupación. La primera, la Operationsgebied (Zona Operacional), abarcó una pequeña franja de tierra cercana al frente en el extremo occidental de Bélgica. Más al este se creó la Etappengebied (Zona de Preparativos), que englobó casi todo el Flandes occidental y oriental y parte de Henao y Luxemburgo. El resto del país quedó en la mayor de las tres zonas, la que administraba el Generalgouvernement (Gobierno General), que también se extendió por los territorios franceses ocupados. A diferencia las otras dos zonas cercanas al frente, cuyas autoridades se preocupaban esencialmente de cuestiones militares, la del Gobierno General pretendía tener un gobierno civil y militar conjunto y disfrutó de una administración más laxa y menos represiva. Los mandos militares alemanes clasificaron a los habitantes de las dos zonas más cercanas al frente como prisioneros.
La dirección del Gobierno General se confió a un general alemán que respondía ante el Ejército. Primero lo presidió brevemente Colmar von der Goltz en 1914, luego lo hizo Moritz von Bissing y posteriormente, a partir de abril de 1917, Ludwig von Falkenhausen. Las autoridades alemanas pretendían explotar el país en beneficio de la producción industrial y la economía alemana en general, pero no desmantelar el Estado belga ni destruir la economía del país, salvo que esto estorbase la consecución de sus propósitos.
La administración ocupante contaba con una sección civil, la Zivilverwaltung, encargada de la gestión de los asuntos cotidianos y una serie de kommandanturen en diversas localidades belgas. De ella dependían además ochenta mil soldados. La administración ocupante se limitó en la mayoría de los casos a emplear en su servicio a los funcionarios belgas, tanto estatales como municipales.

## Vida bajo la ocupación

### Penuria y organizaciones de socorro

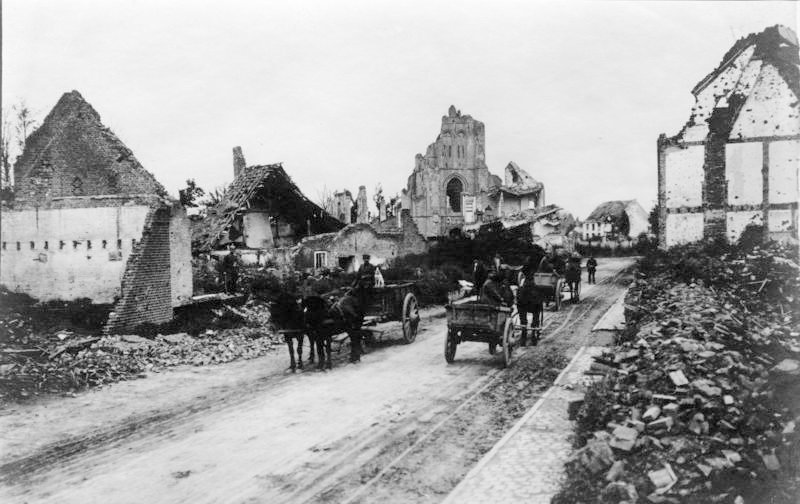
Estragos en Flandes (1914).

Bélgica había importado alimentos antes de la guerra. La invasión alemana y el bloqueo aliado hicieron que ya en septiembre de 1914 varias organizaciones belgas esperasen que la hambruna aquejase al territorio ocupado. Varios filántropos fundaron el Comité National de Secours et d'Alimentation (Comité Nacional de Auxilio y Alimentación, CNSA), cuya presidencia asumió un financiero, Émile Francqui, para obtener y transportar alimentos a Bélgica, donde serían vendidos a la población. Los beneficios se destinaban a sufragar la distribución de ayuda a los necesitados. La organización consiguió que los dos bandos permitiesen que importase comida de los Estados Unidos, por entonces aún neutrales en la contienda. Francqui aprovechó que conocía a Herbert Hoover, futuro presidente estadounidense, para que una organización estadounidense, la Comisión para el Auxilio Belga, obtuviese alimentos y otros artículos necesarios que luego distribuía el CNSA. Otras organizaciones menores de países neutrales también operaron en la Bélgica ocupada.
El CNSA ocupó un destacado papel en la vida cotidiana y en la cultura de la zona ocupada. La organización se encargaba de gran parte de las tareas asistenciales y evitó la extensión de la hambruna, pese a la habitual escasez de alimentos y de otros artículos que sufrió el país durante la guerra. En su momento de apogeo, el CNSA contaba con más de ciento veinticinco mil agentes y distribuidores repartidos por todo el país. Los historiadores han descrito al CNSA como un trasunto del Gobierno belga en tiempos de paz. Para la población, el CNSA fue un símbolo de la unidad nacional y de la resistencia pasiva a la ocupación.

### Económica

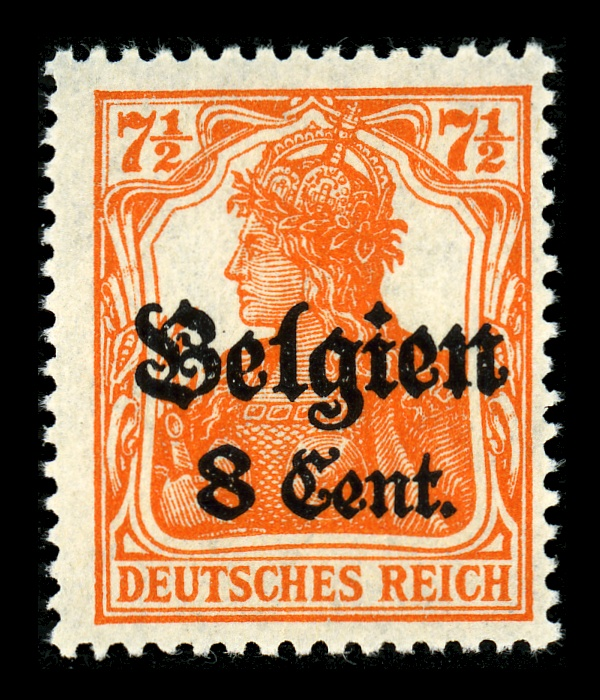
Un sello alemán, con el marchamo «Bélgica» y el valor, para uso durante la ocupación.

El Gobierno belga se apresuró a retirar de la circulación las monedas de plata al estallar la guerra y a sustituirlas por billetes. La administración alemana los mantuvo y siguió imprimiéndolos. Para sufragar los costes de la ocupación, reclamaba «contribuciones» periódicas de treinta y cinco millones de francos mensuales. Como esta cantidad superaba los ingresos prebélicos de la Hacienda belga por impuestos sobre la renta, los bancos belgas comenzaron a generar más dinero para comprar bonos. La impresión excesiva de dinero y la llegada de gran cantidad de divisa alemana originaron una notable inflación. Durante la ocupación, se acuñaron monedas de zinc con valor de 5, 10, 25 y 50 céntimos y billetes por valor de 1, 2, 5, 20, 100 y 1000 Francos. Los billetes fueron emitidos por la Société Générale de Belgique. Los alemanes también fijaron un tipo de cambio entre el marco alemán y el franco belga de 1:1.25, que les beneficiaba. Algunas regiones y municipios empezaron a imprimir su propio dinero para uso local, con el fin de mejorar la situación económica de sus habitantes, que recibió el nombre de «dinero de penuria» (monnaie de nécessité).
El caos fiscal, los problemas de transporte y la requisa de metales causaron una crisis económica general, puesto que las fábricas se quedaron sin materias primas y comenzaron a despedir trabajadores. La crisis fue especialmente aguda en la gran industria manufacturera belga. Como también cesó la importación de materias primas, las empresas aumentaron el despido de trabajadores. El paro devino en grave problema e hizo que cada vez más belgas dependiesen de la caridad. Se calcula que unas seiscientas cincuenta mil personas carecían de trabajo entre 1915 y 1918. Las autoridades alemanas aprovecharon la crisis para apropiarse de maquinaria industrial belga que enviaban a Alemania y que fundían para reutilizar el metal. La tendencia se reforzó a partir de 1917, cuando Alemania abandonó la deportación de trabajadores al imperio, y entorpeció significativamente la recuperación de la economía belga tras la guerra.

### Religión

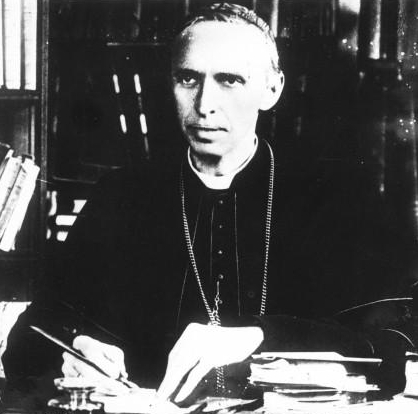
El cardenal Mercier, en una imagen de 1914. Fue un destacado crítico de la ocupación.

La ocupación coincidió con un resurgimiento de la religión en Bélgica, país tradicionalmente católico. El primado de Bélgica, cardenal Désiré Félicien-François-Joseph Mercier, fue un señalado crítico de la ocupación. Mercier publicó un famoso folleto, Patriotisme et Endurance (Patriotismo y resistencia), la Navidad de 1914 en el que pedía a la población que respetase las leyes de ocupación si eran compatibles con el patriotismo belga y los valores cristianos. La obra ponía en duda la autoridad del Gobierno ocupante y afirmaba que no se habían de obedecer las normas cuya única base fuese la fuerza con la que se imponían.
Mercier fue la figura política principal del país y símbolo de resistencia, dado que tanto el rey como el Gobierno se hallaban en el exilio. Debido a su cargo, los alemanes no podían detenerlo sin desatar un escándalo; aunque consiguieron sacarlo temporalmente del país en 1915 haciendo que lo llamase el Vaticano, pronto regresó. Sus escritos fueron prohibidos y las autoridades se incautaron de los ejemplares de sus obras. En 1916, se le prohibió publicar, pero ello no le impidió seguir oponiéndose a la deportación de trabajadores y a otras medidas de las autoridades de ocupación. El papa Benedicto XV se opuso a sus actividades, pues deseaba permanecer neutral en el conflicto; aunque apoyó a la Iglesia belga, la exhortó a mantener una actitud moderada que evitase los enfrentamientos con Alemania.

## Política alemana

### Deportación y trabajo forzado

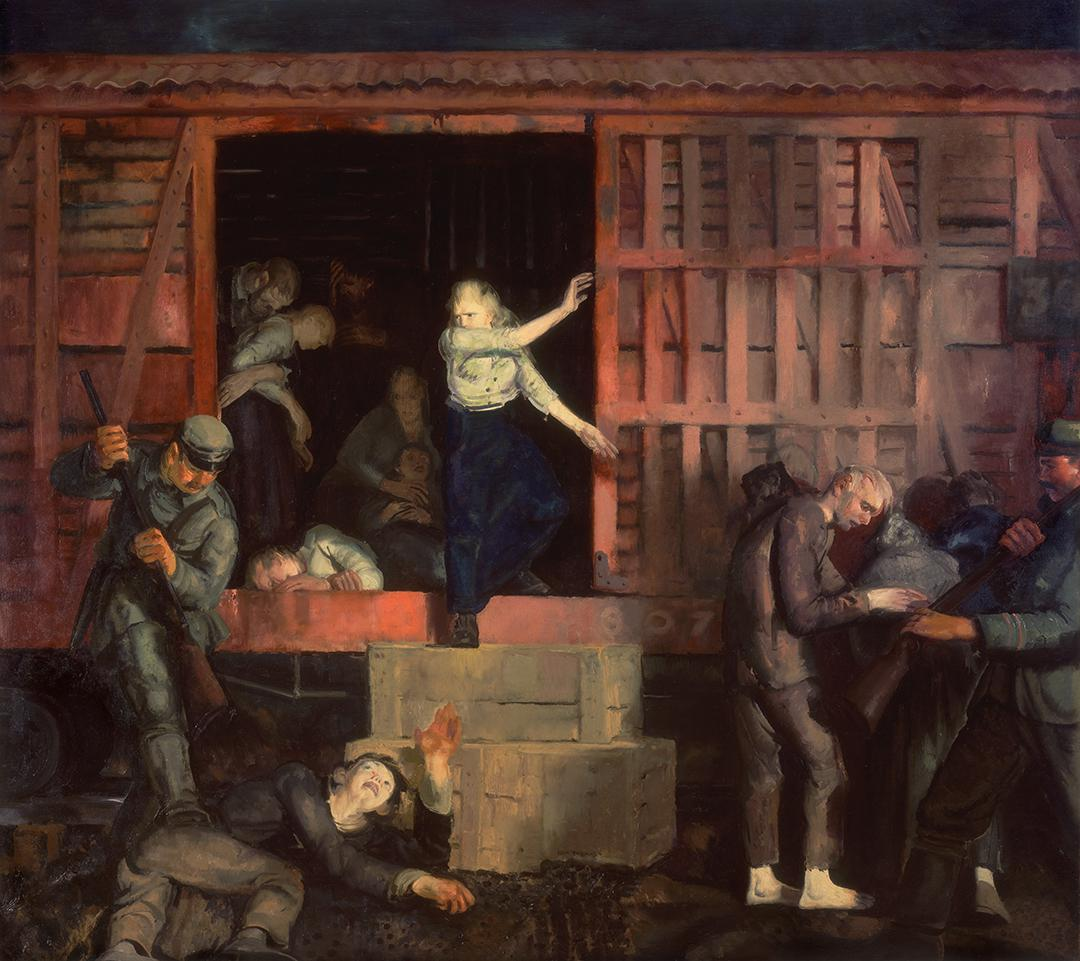
Regreso de los incapaces, obra del pintor estadounidense George Wesley Bellows que muestra la vuelta de los trabajadores enfermos e inválidos de Alemania

El reclutamiento de jóvenes alemanes hizo que escasease la mano de obra en las fábricas del imperio dedicadas a la producción bélica. En consecuencia, las autoridades alemanas animaron a los belgas a marchar voluntariamente a trabajar a Alemania a partir de 1915; solamente treinta mil lo hicieron, cantidad que no satisfacía sus necesidades.
La situación de la industria alemana empeoró hacia mediados de 1916. Tras el nombramiento de Erich Ludendorff como jefe del Estado Mayor del Ejército (OHL) en agosto de 1916, la administración alemana de ocupación comenzó a estudiar la deportación de trabajadores a Alemania para resolver el problema de la falta de mano de obra. La medida, facilitada por el gran paro que aquejaba a la Bélgica ocupada, fue una de las que evidenciaron la mayor severidad que desde entonces caracterizó la ocupación. La deportación empezó en octubre de 1916 y duró hasta marzo de 1917. Los alemanes deportaron ciento veinte mil trabajadores en el transcurso de la guerra. De ellos, unos dos mil quinientos fallecieron por las malas condiciones en las que vivían. Además, otros sesenta y dos mil fueron empleados en trabajos forzados en proyectos militares en precarias condiciones en la Zona de Preparativos.
La deportación de trabajadores belgas no bastó para resolver el problema de la falta de mano de obra en Alemania y apenas mejoró su situación económica. Sí tuvo, empero, importantes consecuencias políticas: suscitó una amplia condena de la medida alemana, tanto en Bélgica como en el extranjero, y reforzó a la resistencia que se oponía a la ocupación. Alemania devolvió a Bélgica a la mayoría de los trabajadores deportados a finales de 1917, por insistencia de los países neutrales.

### El movimiento flamenco y laFlamenpolitik
El movimiento flamenco había crecido en vísperas de la guerra. Tradicionalmente el francés había sido la lengua predominante en el Gobierno y entre las clases superiores de la sociedad belga. El movimiento flamenco había logrado ir mejorando la situación de la lengua holandesa, uno de sus objetivos primordiales, hasta que en 1898 el idioma alcanzó la categoría de lengua oficial. En 1914 el movimiento obtuvo nuevas concesiones, reflejadas en leyes, pero el estallido de la guerra hizo que no pudiesen aplicarse. Muchas de sus quejas y reivindicaciones aún no habían sido atendidas, entre ellas que en la Universidad de Gante, situada en Flandes, se siguiese enseñando únicamente en francés.

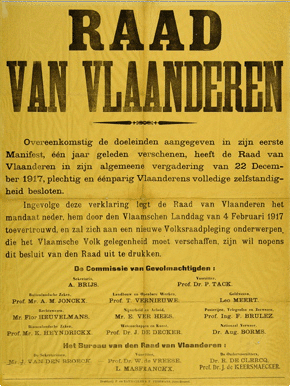
Cartel del Raad van Vlaanderen (RVV) anunciando independencia flamenca

El gobernador general alemán decidió en 1915 emprender la «política flamenca» (Flamenpolitik) con el fin de aprovechar la animosidad entre los dos grupos lingüísticos del país para facilitar la administración del territorio y presentar a los ocupantes como liberadores de Flandes. También esperaba que esta actitud mejorase la imagen de Alemania en los Países Bajos, neutrales en el conflicto mundial. Los principales valedores del proyecto fueron los pangermanos, como los de la Alldeutscher Verband, que creían que los flamencos compartían rasgos raciales con los alemanes, a diferencia de los valones. Algunos flamencos, como los estudiantes afiliados al movimiento flamenco, también lo respaldaron. Inicialmente, la Flamenpolitik se limitó a aplicar las leyes lingüísticas de 1914 leyes de lengua, pero luego se radicalizó. Los alemanes trataron asimismo de atraerse al movimiento valón, pero con este su éxito fue mucho menor. En 1916, abrieron una universidad nueva en Gante, la Von Bissing, en la que la enseñanza se daba en holandés. Algunos miembros del movimiento flamenco aplaudieron la medida, pero otros se opusieron a ella y la universidad tuvo pocas matrículas. La actitud alemana dividió al movimiento flamenco en activistas radicales (activisten o maximalisten), que favorecían las medidas alemanas y creían que el respaldo de Alemania era esencial para alcanzar sus objetivos, y los pasivos (passivisten), que se oponían a los alemanes y temían que sus acciones desacreditasen al movimiento. Los activistas esperaban lograr la independencia flamenca merced al apoyo alemán.
En febrero de 1917, se formó el Raad van Vlaanderen (RVV o Consejo de Flandes), con la aquiescencia tácita de los alemanes. Sus miembros, todos activistas, gozaban del respaldo alemán, pero no del de otros nacionalistas flamencos ni del de la Iglesia. Los alemanes separaron la administración de Flandes y de Valonia en junio de 1917. El RVV declaró la independencia de Flandes el 22 de diciembre de 1917, sin consultar previamente con las autoridades de ocupación, convocó elecciones y se disolvió; de los comicios debía surgir un nuevo Gobierno del Flandes independiente. La actitud alemana ante la medida fue ambigua, pero en enero de 1918 las autoridades rechazaron un borrador de Constitución flamenca que presentaron miembros del disuelto RVV. Cincuenta mil personas se registraron para votar en las elecciones, pero hubo choques entre partidarios y opositores de la independencia en Malinas, Amberes y Tienen. El tribunal de apelación belga ordenó la detención de dos destacados miembros del consejo, Pieter Tack y August Borms, pero los alemanes los liberaron y deportaron a los jueces que habían ordenado el arresto. En protesta, jueces del Tribunal de Casación, el tribunal supremo belga, se pusieron en huelga, actitud que adoptaron también otros jueces. Los alemanes finalmente anularon los comicios, previstos para marzo de 1918, ante la creciente oposición.

### Represión política

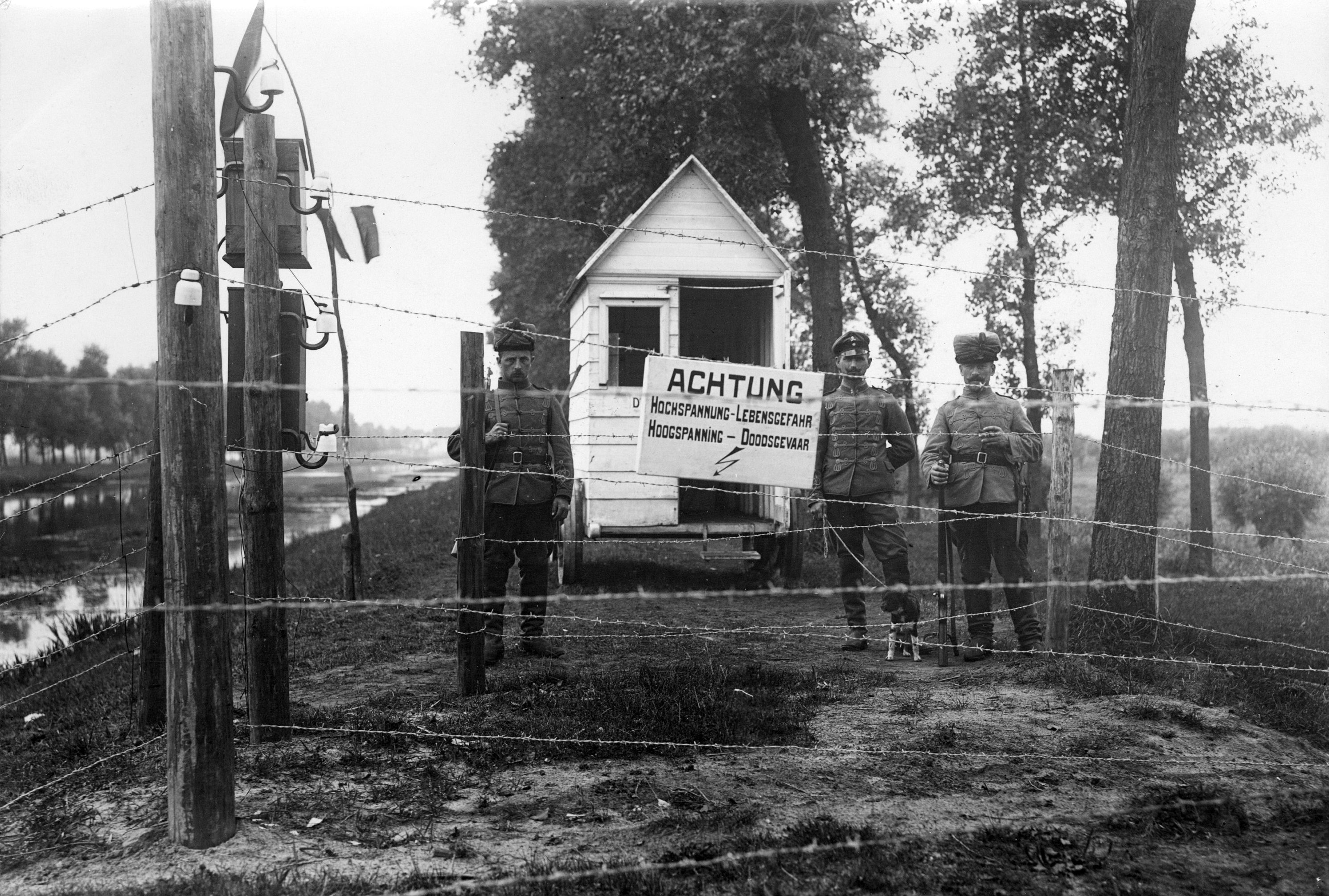
La alambrada electrificada que los alemanes desplegaron a lo largo de la frontera belgo-holandesa

La oposición pública a la ocupación fue severamente castigada. Las muestras de patriotismo, como cantar el himno nacional, La Brabanzona, o celebrar el Día Nacional Belga estaban prohibidas y los que lo hacían afrontaban duras penas de cárcel. Los periódicos, los libros y el correo estaban sometidos a una estrecha censura. Algunas personalidades belgas, como Adolphe Max, alcalde de Bruselas, y el historiador Henri Pirenne, fueron encerrados en cárceles alemanas en calidad de rehenes. La represión aumentó tras la batalla de Verdún de 1916 y empezó la deportación de trabajadores a Alemania.
Bastantes hombres intentaron huir de la zona ocupada y unirse al ejército belga en el Yser pasando por los Países Bajos, que no participaban en la contienda. Los alemanes trataron de impedirlo desplegando alambre de espino y erigiendo una valla electrificada a lo largo de la frontera. La valla, apodada la «Alambrada de la Muerte» (Dodendraad), estaba vigilada por centinelas alemanes. Se calcula que entre dos y tres mil belgas perecieron al intentar cruzar la frontera durante el conflicto.
Las autoridades ocupantes ajusticiaban a los resistentes que atrapaban. Un caso famoso fue el de la enfermera británica Edith Cavell, que había residido en Bélgica antes de la guerra; fue detenida por ayudar a soldados aliados a huir del país y fusilada en 1915. Otro miembro de la resistencia, Gabrielle Petit, que había participado en diversas actividades clandestinas, fue ejecutada en 1916 en el Tir nacional de Schaerbeek; su muerte hizo de ella una heroína nacional.

## Resistencia
Al poco de comenzar la ocupación, surgió un movimiento de resistencia contra ella. La resistencia armada y los sabotajes, como la famosa voladura de la línea férrea Bruselas-Aquisgrán, supusieron una parte menor de la oposición a la ocupación. Hubo unas trescientas redes clandestinas, de las que formaban parte tanto mujeres como hombres.

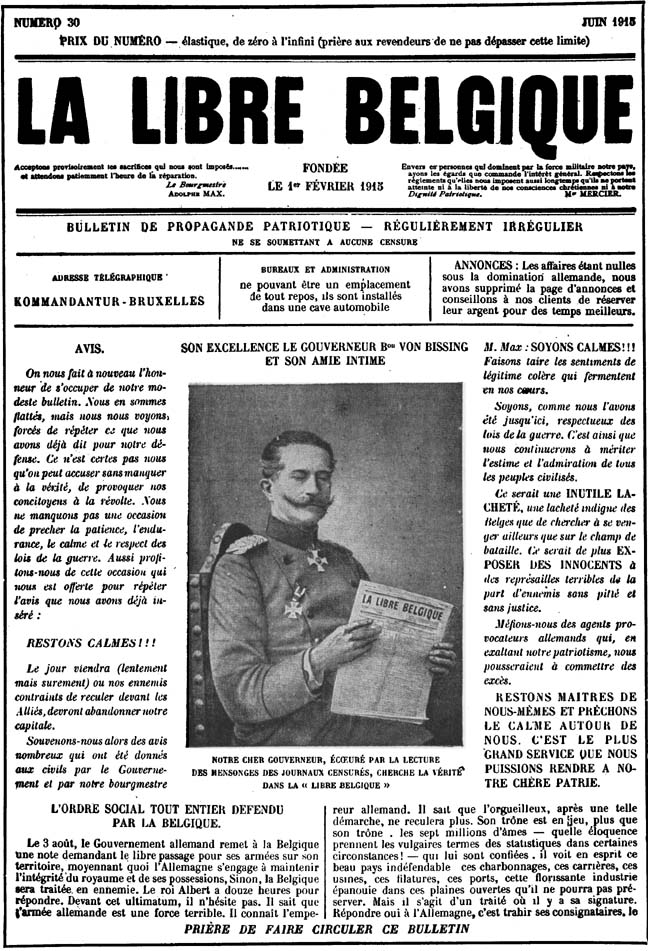
La Libre Belgique, uno de los diarios clandestinos más conocidos

Una de las actividades más importantes fue la recogida de información. Unos seis mil belgas participaron en la obtención de información sobre las instalaciones militares y movimientos de tropas enemigas y en su transmisión a los ejércitos aliados. La organización contaba con numerosos grupos independientes, entre los que destacó el de la Dame Blanche (Señora Blanca). Junto a la red que se encargaba de obtener información militar existían organizaciones parecidas que ayudaban a los hombres que deseaban unirse al ejército belga en el Yser, huyendo de la zona ocupada, habitualmente por los Países Bajos. Unos treinta y dos mil hombres lograron pasar a la zona aliada, lo que acrecentó notablemente el tamaño de las fuerzas belgas.
Otra actividad de considerable importancia para la resistencia belga fue la elaboración y publicación de periódicos clandestinos. En estos se incluía información censurada por los ocupantes en la prensa legal y propaganda patriótica. Algunos de estos periódicos alcanzaron una notable tirada, como La Libre Belgique (La Bélgica Libre) y De Vlaamsche Leeuw (El León flamenco). Había publicaciones variadas, para distintos sectores de la población y diversas zonas. La Libre Belgique contó con seiscientos colaboradores en su apogeo.
La forma primordial de oposición a la ocupación, sin embargo, fue la resistencia pasiva. Las insignias patrióticas, en las que aparecía la familia real o colores de la bandera, estaban extendidísimas. Cuando los alemanes prohibieron estos símbolos, surgieron otros nuevos, como las hojas de hiedra, que tenían el mismo significado. Por su parte, los trabajadores de las industrias estratégicas ralentizaban la producción. La celebración de las fiestas nacionales como el 21 de julio (Día Nacional) estaba prohibida por los alemanes, pero ello no evitó que en esos días hubiese protestas y manifestaciones. Uno de los actos más notables de resistencia pasiva fue la huelga de los jueces en 1918, que obligó a los alemanes a hacer concesiones.

## Fin de la ocupación

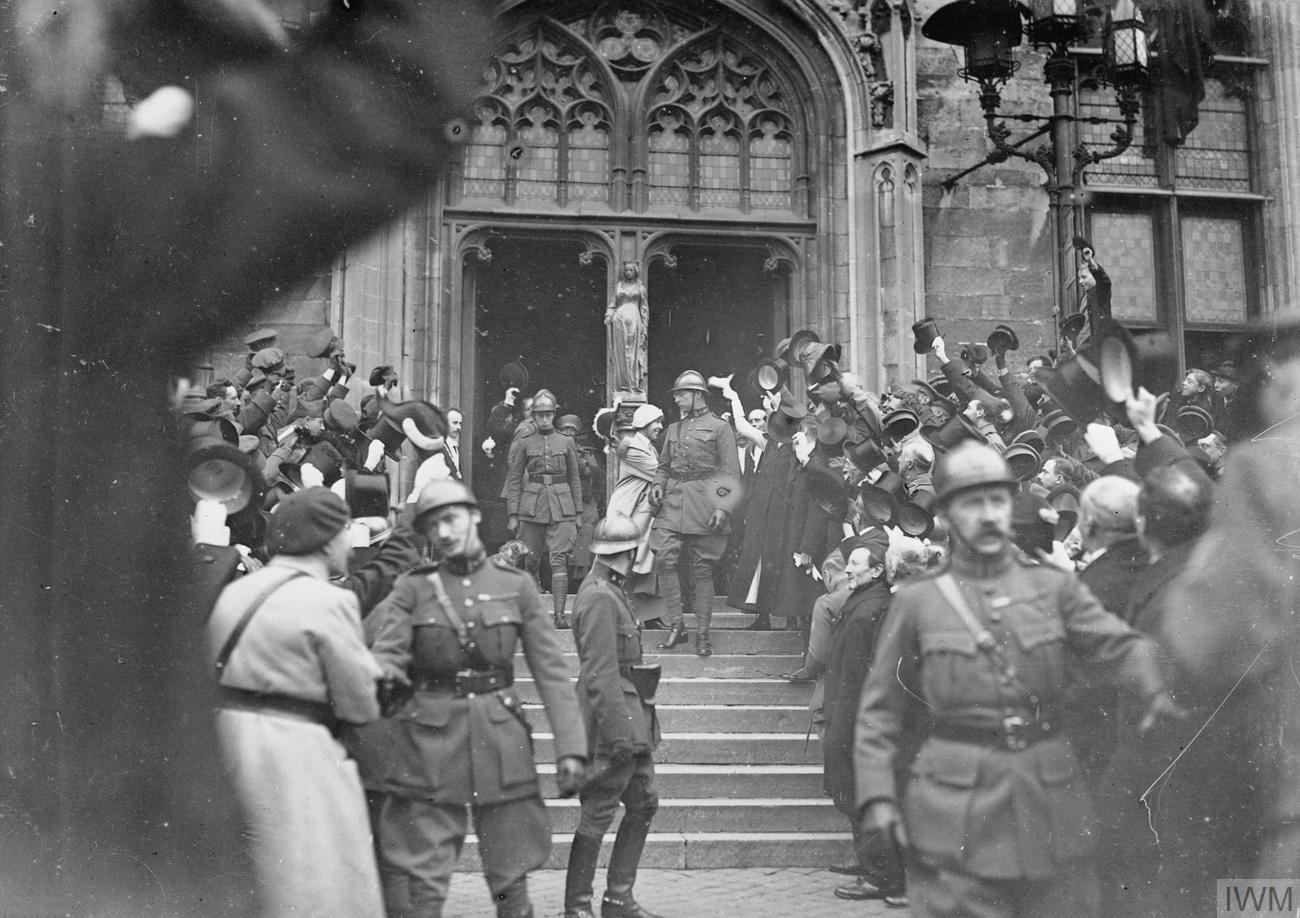
La multitud aclama al rey Alberto I en Ghent durante la liberación de la ciudad en octubre de 1918.

La población belga se hundió en el desánimo a principios de 1918. Las primeras victorias que obtuvieron los alemanes en la Ofensiva Ludendorff (21 de marzo-18 de julio de 1918) desvaneció toda esperanza de liberación inmediata. Sin embargo, los Aliados contraatacaron con éxito en la Ofensiva de los Cien Días (8 de agosto-11 de noviembre de 1918). El ejército belga, que seguía combatiendo únicamente en el sector de Yser, avanzó hasta Brujas. Las unidades alemanas en la zona belga del frente occidental comenzaron a replegarse. 
Tras el motín de Kiel de finales de octubre, se desató una ola de rebeliones en el Ejército alemán. En la Bélgica ocupada, algunos soldados de la guarnición de Bruselas se amotinaron contra sus oficiales el 9 de noviembre de 1918. Los revolucionarios formaron consejos de soldados (soldatenrat) e izaron la bandera roja en la kommandantur bruselense; muchos oficiales, entre ellos el gobernador alemán, abandonaron la ciudad camino de Alemania. Poco después comenzaron los combates entre las tropas aún leales al Gobierno alemán y los revolucionarios. La policía alemana dejó de mantener el orden y la ciudad se sumió en el caos, situación que perduró hasta la entrada de las tropas belgas.
El ejército alemán firmó el armisticio el 11 de noviembre de 1918. Este no supuso, empero, la inmediata liberación de Bélgica: en él se estipuló una retirada escalonada de los alemanes para evitar nuevos combates, objetivo que no se alcanzó completamente. El ejército belga fue avanzando gradualmente por el país, siguiendo a las unidades alemanas que se replegaban hacia el este. Las últimas abandonaron el territorio belga el 23 de noviembre.
El 22 de noviembre, Alberto I entró en Bruselas al frente del ejército belga del Yser, aclamado por la población. Posteriormente, se juzgó a algunos de los activistas flamencos más destacados; pese a que el RVV había afirmado contar con quince mil simpatizantes, solo ciento treinta y dos fueron condenados por colaborar con el enemigo. Uno de estos fue Borms, que continuó desempeñando un papel importante en el movimiento flamenco durante la década siguiente, pese a estar preso. En total, en la guerra perdieron la vida cuarenta mil belgas y otros setenta y siete mil quinientos resultaron heridos.